# Lars Lagerbäck
Lars Edvin Lagerbäck, född 16 juli 1948 i Katrineholm, är en svensk fotbollsledare och fotbollstränare. Han har även varit fotbollsexpert för Viasat Fotboll.
Från 2000 till 2009 var han svensk förbundskapten i fotboll och under denna tid gick landslaget vidare till fem raka slutspel. Under VM 2010 ledde han Nigerias herrlandslag och 2011–2016 var han förbundskapten för Islands landslag, vilket han ledde till kvartsfinal i fotbolls-EM 2016. Från hösten 2016 till och med januari 2017 hade han en rådgivande roll i svenska landslaget under förbundskapten Janne Andersson. Från och med den 1 februari 2017 var han Norges förbundskapten. Den 3 december 2020 fick Lagerbäck officiellt sparken av det Norska fotbollsförbundet. Han hade kontrakt över VM 2022 men enligt uppgifter ville förbundet satsa på en mer långsiktig lösning.

## Uppväxt och tidig karriär
Lagerbäck föddes i Katrineholm, men inte lång tid efter födelsen flyttade familjen till Ovansjö i Medelpad eftersom fadern Tage där fått en tjänst som skogsinspektor. Lagerbäck blev redan som ung intresserad av fotboll, och började vid 12 års ålder spela fotboll i Alby FF, från samhället Alby i närheten av Ovansjö. När han var 15 år gammal debuterade han i klubbens A-lag som halvback.
Efter studenten i slutet av sextiotalet läste Lars Lagerbäck statskunskap och nationalekonomi vid Umeå universitet. Parallellt med studierna spelade han fotboll i Gimonäs CK, där han 1970 även anställdes som kanslist. Under de följande åren kvalspelade klubben två gånger för uppflyttning till division 2 utan att lyckas. Lagerbäck själv spelade som ytterhalv, men var dock ofta reserv.
Vid sidan av fotbollsspelandet och arbetet på klubbens kansli började Lars Lagerbäck vid den här tiden även att leda ett ungdomslag. År 1974 sökte han till Gymnastik- och idrottshögskolans (GIH) fotbollslinje och blev antagen på en av linjens fem platser. Bland de övriga antagna kan nämnas Roland Andersson, som senare kom att bli assisterande förbundskapten under Lagerbäcks ledning, och Kjell Pettersson. Efter avklarad utbildning flyttade Lagerbäck och hustrun Barbro till Bollnäs i Hälsingland. Han inledde då sin tränarkarriär på seniornivå genom att 1977 ta över tränaransvaret för det närbelägna division fyra-laget Kilafors IF. Sejouren i Kilafors sträckte sig över fyra säsonger med en höjdpunkt 1981, då laget vann distriktsmästerskapet. Tränarkarriären fortsatte i Arbrå BK och därefter i Hudiksvalls ABK, som då spelade i division 2. Under de här åren var han även distriktsinstruktör i Hälsingland.
År 1990 sökte och fick Lagerbäck en tjänst som utbildare på Svenska Fotbollförbundet. I tjänsten ingick även ansvar för junior- och ungdomslandslagen, och på den vägen fick han även ett tränaransvar. Under den här tiden inleddes samarbetet med Tommy Söderberg (U21-tränare 1994–1997). Under VM 1994 i USA scoutade han Brasiliens landslag, som spelade i samma grupp som Sverige. Från 1996 till och med 1997 var han ansvarig för Sveriges B-landslag.

## Förbundskapten för Sverige
Då Tommy Söderberg 1998 ersatte Tommy Svensson på posten som förbundskapten för Sveriges herrlandslag i fotboll valde han Lagerbäck som assisterande förbundskapten. Deras tid som ledare för landslaget inleddes med en 0–4-förlust mot Spanien på bortaplan. Posten som förbundskapten delades åren 2000–2004 mellan Lagerbäck och Tommy Söderberg (se Lars-Tommy). När Söderberg slutade efter EM 2004 blev Lagerbäck ensam ansvarig för landslaget, med Roland Andersson som assistent.  
Under sin tid som svensk förbundskapten (inklusive åren med Söderberg) förde Lagerbäck Sverige till fem raka mästerskap – EM 2000, VM 2002, EM 2004, VM 2006 och EM 2008 – vilket han är ensam om bland svenska herrlandslagstränare. Totalt lyckades landslaget vinna fyra matcher under de här mästerskapsslutspelen (av totalt 18 matcher). 
Lagerbäck tilldelades 2005 TT:s idrottsledarpris. 
I EM 2008 misslyckades Sverige med att gå vidare från gruppspelet, vilket föranledde några sportkrönikörer att kräva Lagerbäcks avgång.
Sverige kvalificerade sig inte till VM-slutspelet 2010. Dagen efter förlustmatchen i VM-kvalet mot Danmark den 10 oktober 2009 meddelade Lars Lagerbäck att han skulle avgå som förbundskapten. Hans sista match på den posten spelades onsdag 14 oktober 2009, då Sverige mötte Albanien på Råsundastadion. Matchen slutade 4–1 till Sverige.

## Förbundskapten för Nigeria
Den 27 februari 2010 skrev Lagerbäck på ett femmånaderskontrakt med Nigerias herrlandslag i fotboll och arbetade sedan som förbundskapten före och under VM 2010, med Roland Andersson som assisterande tränare. Världsmästerskapet blev ur nigeriansk synvinkel vare sig någon succé eller större besvikelse, då laget inte hade förväntats ta sig vidare från gruppspelet, med tanke på motståndet i form av mer meriterade lag som Argentina, Grekland och Sydkorea. Även om en poäng – i den sista matchen mot Sydkorea – av nio möjliga kan ses som ett dåligt resultat för Lagerbäcks elva bör nämnas att resultaten även inbegrep två uddamålsförluster. Efter mästerskapet tackade Lagerbäck nej till att förlänga kontraktet med Nigeria. Den 1 augusti 2010 återvände han till Svenska Fotbollförbundet och den tjänst han varit tjänstledig ifrån under tiden med Nigerias landslag. Det nya kontraktet med SvFF gällde till den sista december 2011.

## Förbundskapten för Island
Den 14 oktober 2011 offentliggjorde det isländska fotbollsförbundet Lagerbäck som ny förbundskapten efter Ólafur Jóhannesson. Kontraktet gällde i första hand över kvalet till VM 2014, från 1 januari 2012 till 31 december 2013, med möjlighet till förlängning. Heimir Hallgrímsson blev ny assisterande förbundskapten. Trots att Island inte kvalificerade sig för VM fick Lagerbäck fortsatt förtroende som förbundskapten.
Den 6 september 2015 blev Island för första gången klart för Europamästerskapet i fotboll. Det skedde efter 0–0 mot Kazakstan i sista matchen i kvalspelet, och där landet även besegrat Nederländerna både på hemma- och bortaplan, med 2–0 respektive 1–0. EM i Frankrike 2016 var isländska landslagets första stora turnering. Efter oavgjort mot Portugal (1–1) och Ungern (1–1) samt seger mot Österrike (2–1) avancerade Island till åttondelsfinal. Där segrade laget över favorittippade England med 2–1, vilket av många rubricerades som en stor sensation. Kvartsfinalen mot Frankrike blev Islands sista match i EM 2016 efter att Frankrike vunnit med 5–2. Det var även Lagerbäcks avslutande match som förbundskapten för Island.

## Förbundskapten för Norge
Den 1 februari 2017 blev Lagerbäck förbundskapten för Norges herrlandslag i fotboll. Den norska tidningen VG skrev om spelarnas hyllningar till Lars Lagerbäck och konstaterade att 2018 var det norska herrfotbollslandslagets bästa år sedan 1929 baserat på vinstprocent. Norge vann bland annat sin Nations League-grupp i konkurrens med nationer som Bulgarien och Slovenien.

## Övrigt
Under EM 2016 hölls det samtidigt presidentval på Island. Efter avancemanget till slutspelet höjdes röster för att Lagerbäck skulle haft god chans att väljas till president (om han ställt upp, vilket han inte skulle fått då han inte är isländsk medborgare).
I oktober 2016 installerades Lagerbäck som hedersdoktor vid Mittuniversitetet.
Lagerbäck har gått ut med att han är färgblind.

## Tränarstatistik
| Klubb/landslag    | Position                  | Från | Till | Resultat | Resultat | Resultat | Resultat | Resultat | Resultat | Resultat | Vinst (%) | Obesegrad (%) |
| Klubb/landslag    | Position                  | Från | Till | M        | V        | O        | F        | GM       | IM       | MS       | Vinst (%) | Obesegrad (%) |
| ----------------- | ------------------------- | ---- | ---- | -------- | -------- | -------- | -------- | -------- | -------- | -------- | --------- | ------------- |
| Sveriges landslag | Delat förbundskaptensskap | 2000 | 2004 | 68       | 28       | 25       | 15       | 113      | 61       | +52      | 41,2      | 78,0          |
| Sveriges landslag | Ensam förbundskapten      | 2004 | 2009 | 73       | 31       | 19       | 23       | 104      | 72       | +32      | 42,5      | 68,5          |
| Sveriges landslag | Totalt                    | 2000 | 2009 | 141      | 59       | 44       | 38       | 217      | 133      | +84      | 41,8      | 73,0          |